# 김옥선 파동
김옥선 파동(金玉仙波動)은 대한민국 제9대 국회에서 여성 의원 김옥선의 반 유신헌법 취지 발언이 몰고온 정치적 파동을 말한다.

## 배경 및 경과
1975년 10월 8일 정기국회 회기 중 신민당 의원 김옥선은 대정부질문을 통해 당시 횡행하던 관제 시국 행사를 비판했다. 이 무렵 유신헌법에 대한 불만과 반발이 거세지자 고려대학교 등지의 학원소요를 막는다는 명목의 긴급조치 제7호와, 베트남 전쟁 종료에 따라 조선민주주의인민공화국의 남침을 방지한다는 이유로 긴급조치 제9호가 내려져 강압적인 사회 분위기가 조성되었다.
김옥선은 전쟁심리 조성은 영구집권으로 가는 방편이라고 말하고, 베트남 공산화 이후 안보 행사 등으로 이같은 분위기를 선동하는 제4공화국 정부를 비판했다. 그러나 발언 몇 분 만에 여당인 민주공화당 및 유신정우회 의원들의 야유로 김옥선의 질문은 중단되었으며, 정회가 선포된 뒤 일부 발언은 국회 속기록에서도 삭제되었다.
이후 국회의장인 정일권이 김옥선의 발언은 안보를 위태롭게 하고 국회의 품위를 손상시키는 이적 행위라며 징계안을 회부해 제명을 결의했다. 김옥선은 이 파동으로 여야의 대치가 계속되자 의원직 사퇴서를 제출했고, 공민권을 정지 당해 이후 10년간 정계에 복귀하지 못했다. 신민당은 이 사건을 계기로 반유신 투쟁의 수위를 놓고 선명성 논쟁을 벌였다.
한편, 속기록에서 삭제된 김옥선의 발언은 2007년까지 복구되지 않아 김옥선은 속기록 복구 요구와 손해배상 소송 등 명예회복 노력을 계속하고 있다.

## 같이 보기
- 김옥선
- 김영삼 의원 제명 파동
- 김대중 납치 사건
- 김영삼 초산테러 사건
- 장면 피격 사건
- 김영삼
- 김대중
- 장면
- 신민당
- 진산 파동

## 참고자료
- 구본영 (2007년 10월 19일). “[어떻게 지내십니까] 남장 여성정치인 김옥선 前의원”. 서울신문. 2008년 2월 11일에 확인함. 다음 글자 무시됨: ‘2015.10. 링크 깨짐

’ (도움말); |제목=에 지움 문자가 있음(위치 1) (도움말)
- “한국속기50년사 - 발간사”. 대한속기협회. 2008년 2월 11일에 확인함.[깨진 링크(과거 내용 찾기)]